# 5485 Kaula
Az 5485 Kaula (ideiglenes jelöléssel 1991 RQ21) a Naprendszer kisbolygóövében található aszteroida. Henry Holt fedezte fel 1991. szeptember 11-én.